# Amalocichla
Amalocichla es un género de aves paseriformes  perteneciente a la familia de Petroicidae. Tiene dos especies reconocidas científicamente.

## Especies
- Amalocichla incerta
- Amalocichla sclateriana